# Centralasiatiska mästerskapet i fotboll
Centralasiatiska mästerskapet i fotboll  är en regional turnering för AFC:s centralasiatiska landslag.

## Nationer
- Afghanistan
- Iran
- Kirgizistan
- Tadzjikistan
- Turkmenistan
- Uzbekistan

## Resultat
| År   | Värdnation             | Vinnare | Tvåa       | Trea | Fyra        |
| ---- | ---------------------- | ------- | ---------- | ---- | ----------- |
| 2023 | Kirgizistan Uzbekistan | Iran    | Uzbekistan | Oman | Kirgizistan |